# 5165 Videnom
Az 5165 Videnom (ideiglenes jelöléssel 1985 CG) a Naprendszer kisbolygóövében található aszteroida. Poul Jensen fedezte fel 1985. február 11-én.